# Parafia Miłosierdzia Bożego w Grodzisku Mazowieckim
Parafia pw. Miłosierdzia Bożego w Grodzisku Mazowieckim – rzymskokatolicka parafia należąca do dekanatu grodziskiego, archidiecezji warszawskiej, metropolii warszawskiej Kościoła katolickiego, w Grodzisku Mazowieckim. Obsługiwana przez księży diecezjalnych.
Parafia została erygowana w 1987. Obecny kościół parafialny pochodzi z lat 90. XX wieku.